# Camellia pubifurfuracea
Camellia pubifurfuracea är en tvåhjärtbladig växtart som beskrevs av Y.C. Zhong. Camellia pubifurfuracea ingår i släktet Camellia och familjen Theaceae. Inga underarter finns listade i Catalogue of Life.